# Pedubaszt (háznagy)

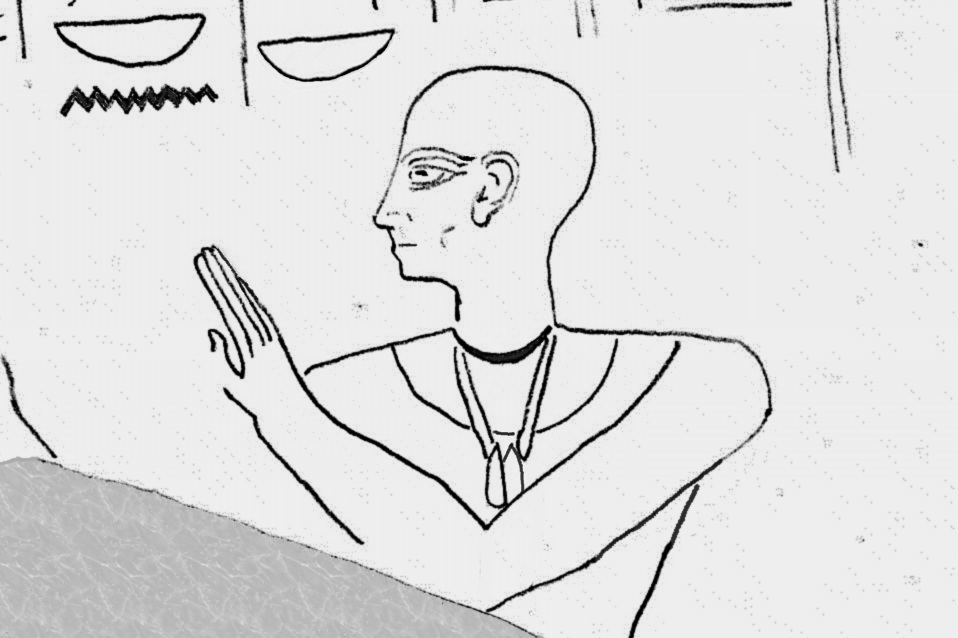
Pedubaszt ábrázolása sírjában

Pedubaszt ókori egyiptomi hivatalnok volt a XXVI. dinasztia idején. Egyelőre csak sírjából ismert, melyet egy XXV. dinasztia kori hivatalnok, Karabaszken, Théba polgármestere sírkomplexumában, a TT391-ben alakított ki, a thébai nekropoliszhoz tartozó el-Asszaszifban.
Pedubaszt sírját 2015-ben fedezték fel. Pedubaszt nagyapja valószínűleg Pabasza volt, I. Nitókrisznak, Ámon isteni feleségének a háznagya, akit egy másik nagy thébai sírba, a TT279-be temettek. Pedubaszt Felső-Egyiptom felügyelője és az isteni feleség fő háznagya volt, ebben a minőségében Dél-Egyiptom legnagyobb vallási vezetőjének a birtokait igazgatta. Mikor felhasználta Karabaszken polgármester sírját saját temetkezéséhez, a kápolnának csak egyes részeire íratott új feliratokat, többek közt egy ajtókeret feliratait és egy naphimnuszt. Úgy tűnik, rövid ideig töltötte be hivatalát és nem volt ideje saját sírt kialakítani. Koporsójának darabjait is megtalálták a sírban.

## Fordítás
- Ez a szócikk részben vagy egészben  a   Pedubast (high steward) című angol Wikipédia-szócikk ezen változatának fordításán alapul.  Az eredeti cikk szerkesztőit annak laptörténete sorolja fel. Ez a jelzés csupán a megfogalmazás eredetét és a szerzői jogokat jelzi, nem szolgál a cikkben szereplő információk forrásmegjelöléseként.